# Over the Limit 2011
Over the Limit 2011 è stata la seconda edizione dell'omonimo evento in pay-per-view prodotto annualmente dalla WWE. L'evento si è svolto il 22 maggio 2011 a KeyArena di Seattle (Washington).

## Storyline
Il 1º maggio, a Extreme Rules, John Cena ha vinto un Triple Threat Steel Cage match contro John Morrison e il campione The Miz, conquistando così il WWE Championship per l'ottava volta. Nella puntata di Raw del 2 maggio The Miz ha invocato la sua clausola di rivincita per la sera stessa, perdendo poi però per squalifica contro Cena, il quale è rimasto campione, poiché l'arbitro si era accorto che quest'ultimo era stato colpito con il titolo dallo stesso The Miz. Nella puntata di Raw del 9 maggio The Miz ha vinto un Triple Threat match contro Alberto Del Rio e Rey Mysterio, ottenendo così un altro incontro per il titolo di Cena. Poco dopo, Cena ha annunciato un "I Quit" match tra lui e The Miz con in palio il WWE Championship per Over the Limit.
Nella puntata di SmackDown del 6 maggio Randy Orton ha sconfitto il campione Christian, conquistando così il World Heavyweight Championship per la seconda volta. Un rematch tra i due con in palio il titolo è stato poi sancito per Over the Limit.
A Extreme Rules, Michael Cole e Jack Swagger hanno sconfitto Jerry Lawler e Jim Ross in un Country Whipping match. Nella puntata di Raw del 9 maggio Lawler ha sfidato Cole ad un altro incontro per Over the Limit, con questi che ha poi accettato. Nella puntata di Raw del 16 maggio è stato modificato il loro incontro di Over the Limit in un Kiss My Foot match.
Nella puntata di SmackDown del 6 maggio Ezekiel Jackson ha deciso di abbandonare il Corre (l'Intercontinental Champion Wade Barrett, Heath Slater e Justin Gabriel) a causa di un alterco avuto con Barrett, leader della stable, poiché questi, ad Extreme Rules, aveva causato la loro sconfitta contro i WWE Tag Team Champions Big Show e Kane. Più avanti, la sera stessa, il Corre ha brutalmente attaccato Jackson nel backstage; con quest'ultimo che ha contestualmente effettuato un turn face. Nella puntata di SmackDown del 13 maggio è stato poi annunciato un match tra Barrett e Jackson con in palio l'Intercontinental Championship (di Barrett) per Over the Limit.
Nella puntata di Raw del 9 maggio, al termine del Triple Threat match valevole per la nomina di contendente n°1 del WWE Champion John Cena, R-Truth ha brutalmente attaccato Rey Mysterio, effettuando contestualmente un turn heel. Nella puntata di Raw del 16 maggio è stato quindi annunciato un match tra R-Truth e Mysterio per Over the Limit.
Nella puntata di Raw del 2 maggio Mason Ryan del New Nexus ha brutalmente attaccato i WWE Tag Team Champions Big Show e Kane. Nella puntata di Raw del 9 maggio Kane e Big Show hanno colpito Ryan con una doppia Chokeslam per poi attaccare anche l'alleato di quest'ultimo, CM Punk. Nella puntata di Raw del 16 maggio è stato annunciato un match per il WWE Tag Team Championship tra Big Show e Kane contro Punk e Ryan del New Nexus per Over the Limit.
Nella puntata di SmackDown del 20 maggio il General Manager dello show, Theodore Long, ha sancito due incontri per Over the Limit: nel primo Brie Bella dovrà difendere il Divas Championship contro Kelly Kelly; mentre nel secondo Sin Cara affronterà Chavo Guerrero.

## Risultati
| #       | Incontri                                                     | Stipulazioni                                          | Durata |
| ------- | ------------------------------------------------------------ | ----------------------------------------------------- | ------ |
| Kickoff | Daniel Bryan ha sconfitto Drew McIntyre per sottomissione    | Single match                                          | —      |
| 1       | R-Truth ha sconfitto Rey Mysterio                            | Single match                                          | 08:12  |
| 2       | Ezekiel Jackson ha sconfitto Wade Barrett (c) per squalifica | Single match per il WWE Intercontinental Championship | 07:27  |
| 3       | Sin Cara ha sconfitto Chavo Guerrero                         | Single match                                          | 07:23  |
| 4       | Big Show e Kane (c) hanno sconfitto CM Punk e Mason Ryan     | Tag team match per il WWE Tag Team Championship       | 09:06  |
| 5       | Brie Bella (c) (con Nikki Bella) ha sconfitto Kelly Kelly    | Single match per il WWE Divas Championship            | 04:03  |
| 6       | Randy Orton (c) ha sconfitto Christian                       | Single match per il World Heavyweight Championship    | 16:52  |
| 7       | Jerry "The King" Lawler ha sconfitto Michael Cole            | Kiss my foot match                                    | 03:01  |
| 8       | John Cena (c) ha sconfitto The Miz (con Alex Riley)          | "I quit" match per il WWE Championship                | 24:56  |